# 伊古部町
伊古部町（いこべちょう）は、愛知県豊橋市の地名。

## 地理
豊橋市南部に位置する。東は高塚町、西は東赤沢町、南は遠州灘に接する。

### 字一覧
- 赤坂（あかさか）[WEB 5]
- 一本木（いっぽんぎ）[WEB 5]
- 大欠（おおがけ）[WEB 5]
- 大塚（おおつか）[WEB 5]
- 大縄手（おおなわて）[WEB 5]
- 落合（おちあい）[WEB 5]
- 北椎ノ木谷（きたしいのきや）[WEB 5]
- 北多岸田（きたたがんでん）[WEB 5]
- 幸道（こうどう）[WEB 5]

1986年（昭和61年）、行倒から名称変更。
- 小鮒ヶ谷（こぶながや）[WEB 5]
- 下リ（さがり）[WEB 5]
- 島（しま）[WEB 5]
- 多岸田（たがんでん）[WEB 5]
- 長左ケ谷（ちょうざがや）[WEB 5]
- 中平古（なかびらこ）[WEB 5]
- 西大縄手（にしおおなわて）[WEB 5]
- 西ノ谷（にしのや）[WEB 5]
- 原（はら）[WEB 5]
- 原巻山（はらまきやま）[WEB 5]
- 東荒子（ひがしあらこ）[WEB 5]
- 枇杷ケ谷（びわがや）[WEB 5]
- 本郷（ほんごう）[WEB 5]
- 三ッ合（みつあい）[WEB 5]
- 南椎ノ木谷（みなみしいのきや）[WEB 5]
- 山口（やまぐち）[WEB 5]

### 学区
- 公立高等学校 - 三河学区
- 公立中学校 - 豊橋市立高豊中学校[WEB 6]
- 公立小学校 - 豊橋市立豊南小学校[WEB 6]

## 歴史

### 人口の変遷
国勢調査による人口および世帯数の推移。
| 1995年（平成7年）  | 188世帯 811人 |  |
| 2000年（平成12年） | 199世帯 796人 |  |
| 2005年（平成17年） | 219世帯 867人 |  |
| 2010年（平成22年） | 235世帯 878人 |  |
| 2015年（平成27年） | 232世帯 850人 |  |

### 沿革
- 慶長9年 - この年の検地で野依村より分村という[1]。三河国渥美郡伊古部村[1]。当初は幕府領[1]。
- 元和9年 - 幕府領だったが、この年より、幕府と旗本戸田氏との相給となる[1]。
- 寛永4年 - 戸田氏の知行分が西伊古部村、日田藩領が東伊古部村に分離する[1]。
- 寛永10年 - 東伊古部村が幕府領となる[4]。
- 寛文5年 - 西伊古部村が幕府領となる[5]。
- 元和元年 - 東伊古部村が志摩鳥羽藩[4]。
- 享保10年 - 東伊古部村が幕府領に戻る[4]。
- 安永元年 - 東伊古部村・西伊古部村ともに遠江相良藩領となる[4][5]。
- 天明2年 - 東伊古部村が幕府と旗本曲淵氏による相給[4]、西伊古部村は幕府領となる[5]。
- 天明5年 - 西伊古部村が旗本諏訪氏の知行となる[5]。
- 享和3年 - 東伊古部村が幕府領に戻る[4]。
- 1878年（明治11年） - 東伊古部村および西伊古部村がともに豊南村に編入[4][5]。
- 1884年（明治17年） - 渥美郡豊南村から分村し、旧西伊古部村・東伊古部村の領域をもって同郡伊古部村が成立[1]。
- 1889年（明治22年） - 伊古部村が豊南村に吸収され、同村大字伊古部となる[1]。
- 1906年（明治39年） - 高豊村大字伊古部となる[1]。
- 1936年（昭和11年）1月 - 渥美病院の診療所として同伊古部出張所が設置される[6]。ただし、同年6月廃止[6]。9月からは本院との巡回バスにより患者を送迎する体制がとられることとなる[7]。
- 1955年（昭和30年） - 豊橋市伊古部町となる[1]。
- 1976年（昭和51年） - 豊橋市野依町・東大清水町・高塚町の各一部を編入する[1]。

## 交通
- 愛知県道407号伊古部南栄線[2]
- 愛知県道伊良湖岬白須賀線[2]

## 施設
- 少年自然の家[2]
- 野外教育センター[2]
- 高豊地区市民館[2]
- 豊橋市立豊中学校[2]
- 豊橋市南部農協高豊支所[2]
- 臨済宗妙心寺派宝蔵寺[2]

1574年（天正2年）玉岫和尚の勧請により開山したと伝わる。ただし、伊古部にあった月法庵と海蔵院の合併により成立したとの説もある。
- 伊古部神社[2]

火災などにより社伝を消失したため、勧請年代は明らかではない。かつては海岸にあり、また字本郷95番地の「古宮」と称する地にあったが、自然条件の過酷さにより後退を余儀なくされたという。1915年（大正4年）には西伊古部の氏神である住吉神社と東伊古部の氏神である八柱神社が合祀され、伊古部神社として改めて成立している。
- 天理教三河竜豊分教会

1956年（昭和31年）、下沢梅吉により竜豊布教所として設置される。1959年（昭和34年）の伊勢湾台風に被災。1962年（昭和37年）2月11日、神殿改築と同時に分教会に昇格。
- 天理教伊那神豊分教会

1964年（昭和39年）1月26日、吉川慶一により創立。
- 市立高豊中学校

### WEB
1. ↑  “愛知県豊橋市の町丁・字一覧”.   人口統計ラボ. 2023年4月13日閲覧。
2. ↑  総務省統計局 (2017年1月27日). “平成27年国勢調査の調査結果(e-Stat) - 男女別人口及び世帯数 －町丁・字等” (CSV). 2021年7月21日閲覧。
3. ↑  “愛知県豊橋市の郵便番号一覧”.   日本郵便. 2023年4月13日閲覧。
4. ↑  “市外局番の一覧” (PDF).   総務省 (2022年3月1日). 2022年3月22日閲覧。
5. 1 2 3 4 5 6 7 8 9 10 11 12 13 14 15 16 17 18 19 20 21 22 23 24 25  “愛知県豊橋市 住所一覧から地図を検索”.   ONE COMPATH. 2023年8月17日閲覧。
6. 1 2  豊橋市教育委員会学校教育課学事グループ (2021年3月1日). “豊橋市小・中学校通学区域早見表” (PDF).   豊橋市. 2024年11月15日閲覧。
7. ↑  総務省統計局 (2014年3月28日). “平成7年国勢調査の調査結果(e-Stat) - 男女別人口及び世帯数 －町丁・字等” (CSV). 2021年7月20日閲覧。
8. ↑  総務省統計局 (2014年5月30日). “平成12年国勢調査の調査結果(e-Stat) - 男女別人口及び世帯数 －町丁・字等” (CSV). 2021年7月20日閲覧。
9. ↑  総務省統計局 (2014年6月27日). “平成17年国勢調査の調査結果(e-Stat) - 男女別人口及び世帯数 －町丁・字等” (CSV). 2021年7月21日閲覧。
10. ↑  総務省統計局 (2012年1月20日). “平成22年国勢調査の調査結果(e-Stat) - 男女別人口及び世帯数 －町丁・字等” (CSV). 2021年7月21日閲覧。
11. ↑  総務省統計局 (2017年1月27日). “平成27年国勢調査の調査結果(e-Stat) - 男女別人口及び世帯数 －町丁・字等” (CSV). 2021年7月21日閲覧。

### 書籍
1. 1 2 3 4 5 6 7 8 9 10 11  「角川日本地名大辞典」編纂委員会 1989, p. 136.
2. 1 2 3 4 5 6 7 8 9 10 11  「角川日本地名大辞典」編纂委員会 1989, p. 1782.
3. ↑  伊古部郷土誌編集委員会 1989, p. 863.
4. 1 2 3 4 5 6 7  「角川日本地名大辞典」編纂委員会 1989, p. 1104.
5. 1 2 3 4 5  「角川日本地名大辞典」編纂委員会 1989, p. 989.
6. 1 2  伊古部郷土誌編集委員会 1989, p. 669.
7. ↑  伊古部郷土誌編集委員会 1989, p. 670.
8. 1 2  伊古部郷土誌編集委員会 1989, p. 694.
9. 1 2  伊古部郷土誌編集委員会 1989, p. 681.
10. ↑  伊古部郷土誌編集委員会 1989, pp. 686–687.
11. 1 2 3 4  伊古部郷土誌編集委員会 1989, p. 714.